# Freimut Börngen
Freimut Börngen, nemški astronom, * 17. oktober 1930, Halle, Nemčija, † 19. junij 2021, Isserstedt, Nemčija. 
Nekateri viri napačno navajajo njegovo ime kot Freimuth.

## Delo
Proučeval je galaksije s pomočjo Schmidtovega daljnogleda na Turinškem deželnem observatoriju v Tautenburgu v Nemčiji. V letu 1995 se je upokojil, vendar še vedno nadaljuje z delom na observatoriju. Odkril je izredno veliko asteroidov (do julija 2006 jih je odkril 519). Svoja raziskovanja asteroidov je opravljal v svojem prostem času, ker za takratno vzhodnonemško vodstvo raziskave asteroidov niso bile dovolj pomembne. Odritim asteroidom je takrat dajal nevtralna imena, ki so povezana s Turingijo, ali imena pomembnih znastvenikov ali skladateljev (Primeri: 2424 Tautenburg, 3181 Ahnert, 3245 Jensch ali 3941 Haydn). Po združitvi Nemčij je izbiral zgodovinska, kulturna, znanstvena in geografska imena.
Freimut Börngen je dosegel velik mednarodni sloves. Mednarodna astronomska zveza ga je počastila z imenovanjem asteroida, ki ga je odkril E. Bowell (3859 Börngen).
V letu  2006 mu je nemški zvezni predsednik Horst Köhler podelil Križ za zasluge na traku.